# Arundinella hirta
Arundinella hirta là một loài thực vật có hoa trong họ Hòa thảo. Loài này được (Thunb.) Tanaka mô tả khoa học đầu tiên năm 1925.

## Hình ảnh

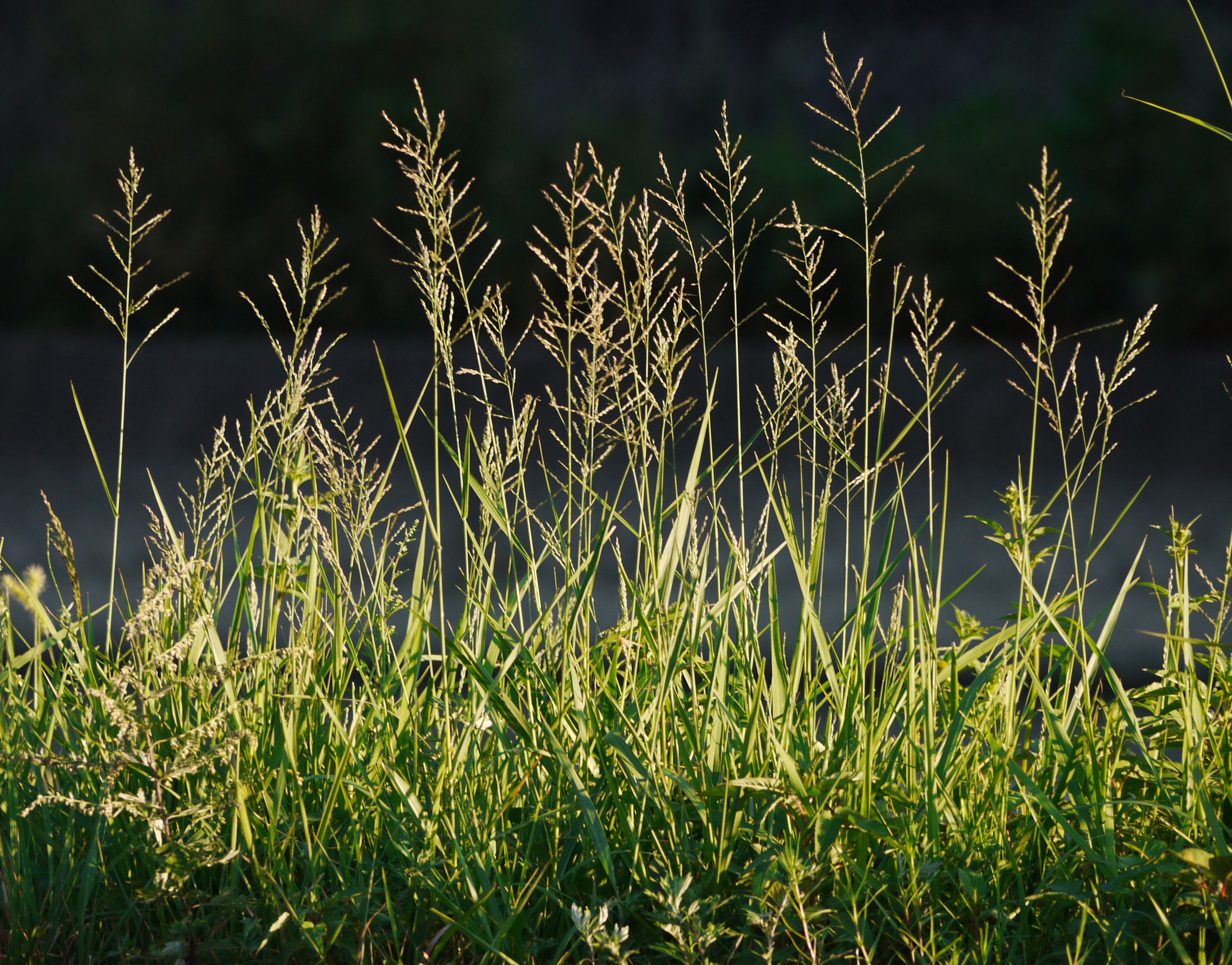